# Hortobágy (Film)
Hortobágy ist ein ungarischer Film des Regisseurs Georg Höllering, der 1936 produziert und am 18. März 1937 zum ersten Mal gezeigt wurde. Der Schwarzweiß-Film ist ein Spielfilm mit starken dokumentarischen Zügen. Er entstand nach einer literarischen Vorlage des Schriftstellers Zsigmond Móricz. Das Drehbuch hat Georg Höllering zusammen mit Mihály György geschrieben. Der Kameramann war László Schäffer und der Tontechniker Ferenc Lohr. Die Filmmusik wurde von László Lajtha unter Verwendung von traditionellen Motiven der ungarischen Volksmusik komponiert.

## Handlung
Im Mittelpunkt des Films steht die Familie des Hirten János Cinege, die in der Puszta in der Nähe des Ortes Hortobágy in der Nördliche Großen Tiefebene lebt. Der Film porträtiert die traditionelle Lebensweise der Hirten in der ungarischen Steppe. János Cinege bevorzugt die bestehende Form der Tierhaltung und ist gegenüber den technischen Veränderungen in Form von landwirtschaftlichen Maschinen und Erdgasbohrtürmen, die Hortobágy erreicht haben, kritisch und ablehnend eingestellt. Die Eltern merken allerdings, dass ihre Kinder von der sich verändernden Welt nicht unberührt geblieben sind. Der Sohn ist von der Technik fasziniert, fährt Fahrrad und möchte Maschinist statt Pferdehirt werden und die Tochter kann nicht akzeptieren, dass ihre Eltern nach bloßer Gewohnheit über ihre Zukunft und ihre Ehe entscheiden möchten. Der Film beschreibt einen Generationenkonflikt in der sehr alten Hirtengesellschaft Ungarns.